# Дресвище (Великоустюгский район)
Дресвище — деревня в Великоустюгском районе Вологодской области.
Входит в состав Усть-Алексеевского сельского поселения, с точки зрения административно-территориального деления — в Усть-Алексеевский сельсовет.
Расстояние по автодороге до районного центра Великого Устюга — 55 км, до центра муниципального образования Усть-Алексеево — 3 км. Ближайшие населённые пункты — Скороходово, Белозерово, Телячье.
По данным переписи в 2002 году постоянного населения не было.